# Német Szövetség
A Német Szövetség (németül: Deutscher Bund), a német államoknak 1866-ig fennállott, a bécsi kongresszus 1815. június 8-ai szövetségi aktáján nyugvó szövetsége. Célja volt fenntartani Németország belső és külső biztonságát és az egyes német államok területi épségét. Tagjai voltak az összes német államok, szám szerint 35 (végül 41) monarchikus állam és 4 szabad város (Lübeck, Frankfurt am Main, Bréma és Hamburg), továbbá Ausztria is osztrák és cseh tartományai után, tagja volt Luxemburg is, vele együtt a mai Belgium déli Luxembourg tartománya 1839-ig, Németalföld bizonyos keleti területei (Limburg) és a Dániával perszonálunióban álló Holstein. A Porosz Királyság tartományai között Nyugat-Poroszország, Kelet-Poroszország és Posen nem tartozott hozzá. A Bund (szövetség) területét 1815-ben 630 100 km²-re, a lakosság számát pedig 29 168 500 főre, 1864-ben pedig 46 059 329 főre becsülték, és ebből körülbelül 37 millió német ajkú volt. A szövetség ügyeit a szövetségi gyűlés, az ún. Bundestag intézte, amelynek székhelye Frankfurt am Mainban volt és az egyes államok megbízottjaiból alakult, Ausztria elnöklete alatt.
A szövetség az 1848-as népek tavasza hatására felbomlott, és a helyét a frankfurti nemzetgyűlés vette át, amely azonban nem rendelkezett hadsereggel és nemzetközi elismertséggel, és miután IV. Frigyes Vilmos porosz király elutasította a neki felajánlott császári címet, a katonaság szétkergette azt. A szövetség 1850-ben alakult újjá, és működését egészen 1866-ig folytatta, amikor a porosz–osztrák háborúban elszenvedett osztrák katonai vereség és a prágai békeszerződés megkötése után az Osztrák Császárság kiszorult a szövetségből, amely Északnémet Szövetséggé alakult, immár Poroszország irányítása alatt.

## A Német Szövetség államai
- Osztrák Császárság – a Magyar Királyság (Erdéllyel és Horvátországgal együtt), a Lombard–Velencei Királyság, Bukovina, Dalmácia és Galícia kivételével
- Porosz Királyság – Kelet-Poroszország és Posen kivételével
- Bajor Királyság
- Szász Királyság
- Hannoveri Királyság
- Württembergi Királyság
- Badeni Nagyhercegség
- Hesseni Nagyhercegség
- Luxemburgi Nagyhercegség
- Mecklenburg–Schwerini Nagyhercegség
- Mecklenburg–Strelitzi Nagyhercegség
- Szász–Weimar–Eisenachi Nagyhercegség
- Oldenburgi Nagyhercegség
- Hesseni Választófejedelemség
- Holsteini Hercegség
- Nassaui Hercegség
- Braunschweigi Hercegség
- Szász–Lauenburgi Hercegség
- Szász–Hildburghauseni Hercegség (1826-ig)[m 1]
- Szász–Altenburgi Hercegség (1826-tól)[m 2]
- Szász–Coburg–Saalfeld Hercegség (1825-ig)[m 3]
- Szász–Gotha–Altenburgi Hercegség (1826-ig)[m 4]
- Szász–Coburg–Gotha Hercegség (1826-tól)[m 5]
- Szász–Meiningeni Hercegség
- Anhalt–Kötheni Hercegség (1847-ig)[m 6]
- Anhalt–Bernburgi Hercegség (1863-ig)[m 7]
- Anhalt–Dessaui Hercegség (1863-ig)[m 8]
- Anhalti Hercegség (1863-tól)[m 9]
- Hohenzollern–Sigmaringeni Fejedelemség
- Hohenzollern–Hechingeni Fejedelemség
- Liechtensteini Fejedelemség
- Lippei Fejedelemség
- Schaumburg–Lippei Fejedelemség
- Schwarzburg–Sondershauseni Fejedelemség
- Schwarzburg–Rudolstadti Fejedelemség
- Reussi Fejedelemség (idősebb vonal)
- Reussi Fejedelemség (ifjabb vonal)
- Waldeck–Pyrmonti Fejedelemség
- Limburgi Hercegség (1839-től)[m 10]
- Hessen–Homburgi Tartománygrófság
- Bréma Szabad Hanza-város
- Hamburg Szabad és Hanza-város
- Lübeck Szabad és Hanza-város
- Frankfurt Szabad Város